# Francisco Pérez Bannen
Francisco Javier Pérez Bannen (Santiago, 16 de enero de 1971) es un actor chileno de teatro, cine y televisión.

## Biografía
Nació el 16 de enero de 1971 en Santiago. Hijo de Nelson Jesús Pérez Raggi; abogado, y de Mónica del Carmen Bannen Saavedra. Tiene tres hermanos: Benjamín, Sebastián y Joaquín. Pérez Bannen proveniente de una familia conservadora. 
Cursó sus estudios en el Colegio del Verbo Divino. Siguiendo los pasos de su padre abogado, entró a estudiar Derecho. Sin embargo, después de dos años, desertó de su carrera para estudiar teatro en el Academia Club de Teatro de Fernando González Mardones en 1992.
Desde su debut en 1996 en Loca Piel, Pérez Bannen ha sido rostro habitual del área dramática de Televisión Nacional de Chile y obras de teatro. Sus actuaciones más sobresalientes han sido como Toro Mardones en Aquelarre, Jonathan "El Cara de Martillo" en Amores de mercado y como Benjamín Morandé en Alguien te mira.
También ha participado en los filmes Paréntesis, Padre Nuestro y Sexo con amor.
En 2012 protagonizó la teleserie Dama y obrero e incursionó en la animación donde presentó el programa Improvisa o muere. Luego de 17 años en el área dramática TVN, decidió emigrar al área dramática de Canal 13 con un contrato de dos años, donde su primer papel fue el de Ramiro Opazo en Secretos en el jardín.

## Vida personal
Estuvo casado durante más de once años con Paola Zanghellini Patiño, con quien tuvo dos hijos; Vicente Pérez Zanghellini y Elisa Pérez Zanghellini. Se divorció el 2018. 
En 2009 inició una relación con la también actriz Manuela Oyarzún Grau, con quien tuvo su tercer hijo, Matilda Pérez Oyarzún, nacida en 2017.

## Filmografía

### Películas
| Películas | Películas                      | Películas        | Películas             |
| Año       | Título                         | Rol              | Director              |
| --------- | ------------------------------ | ---------------- | --------------------- |
| 1998      | El niño que enloqueció de amor | Jorge            | Alberto Daiber        |
| 2002      | Te llamabas Rosicler           | José Eduardo     | Arnaldo Valsecchi     |
| 2003      | Sexo con amor                  | Valentín         | Boris Quercia         |
| 2004      | Mujeres infieles               | Francisco        | Rodrigo Ortúzar Lynch |
| 2005      | Paréntesis                     | Camilo           | Pablo Solís           |
| 2006      | Padre Nuestro                  | Roberto          | Rodrigo Sepúlveda     |
| 2012      | De jueves a domingo            | Fernando         | Dominga Sotomayor     |
| 2014      | Aurora                         | Doctor Schultz   | Rodrigo Sepúlveda     |
| 2016      | Mala junta                     | Javier           | Claudia Huaiquimilla  |
| 2024      | El lugar de la otra            | Pedro Echeverría | Maite Alberdi         |

### Telenovelas
| Año  | Título                | Personaje               | Canal    |
| ---- | --------------------- | ----------------------- | -------- |
| 1996 | Loca piel             | Vicente Cruz            | TVN      |
| 1997 | Tic Tac               | Nicolás Urrutia         | TVN      |
| 1998 | Borrón y cuenta nueva | Pascual Bianchi         | TVN      |
| 1999 | Aquelarre             | Mariano "Toro" Mardones | TVN      |
| 2000 | Santo ladrón          | Rodrigo "Roco" Carpio   | TVN      |
| 2001 | Amores de mercado     | Jonathan Muñoz          | TVN      |
| 2002 | Purasangre            | Manuel Figueroa         | TVN      |
| 2003 | Pecadores             | Radamés Pérez           | TVN      |
| 2004 | Destinos cruzados     | Gaspar Goycolea         | TVN      |
| 2005 | Versus                | Juano Torrejón          | TVN      |
| 2006 | Cómplices             | Guillermo Zabala        | TVN      |
| 2006 | Disparejas            | Daniel Castro           | TVN      |
| 2007 | Alguien te mira       | Benjamín Morandé        | TVN      |
| 2007 | Amor por accidente    | Gustavo Arancibia       | TVN      |
| 2008 | Hijos Del Monte       | José Del Monte          | TVN      |
| 2009 | Los ángeles de Estela | Danilo Escobar          | TVN      |
| 2010 | 40 y tantos           | Marco Elizalde          | TVN      |
| 2011 | Su nombre es Joaquín  | Alonso Montero          | TVN      |
| 2012 | Dama y obrero         | Julio Ulloa             | TVN      |
| 2013 | Secretos en el jardín | Ramiro Opazo            | Canal 13 |
| 2014 | Valió la pena         | Sergio Valenzuela       | Canal 13 |
| 2015 | 20añero a los 40      | Francisco Bustamante    | Canal 13 |
| 2016 | Preciosas             | Juan Pablo Correa       | Canal 13 |
| 2017 | Soltera otra vez 3    | Javier Rubio            | Canal 13 |
| 2018 | La reina de Franklin  | Franklin Ulloa          | Canal 13 |
| 2021 | Demente               | Gonzalo Leiva           | Mega     |

### Series y unitarios
- Mi abuelo, mi nana y yo (TVN, 1998) - Sebastián Carrosas
- El socio (TVN, 2004) - Julián Pardo
- El cuento del tío (TVN, 2005) "El ofertón" - Aníbal
- Tiempo final: en tiempo real (TVN, 2005) Dos episodios: "La adivina" - Hernán, y "Simulacro" - Asaltante
- El diario secreto de una profesional (TVN, 2012) - Hernán Latrox
- La jauría (Amazon Prime Video, 2020) - Leonel Lira

## Videoclips
- 2014 Volverás/ Daniela Henriquez/ Disco la Calle en que viví/ Personaje Principal